# Slaget vid Güstow
Slaget vid Güstow var ett fältslag under pommerska kriget som stod mellan svenska och preussiska styrkor nära byn Güstow den 18 november 1758. Slaget slutade med preussisk seger.

## Bakgrund
Efter att ha varit inneslutna i Stralsund under flera månader, trängde svenska trupper in på preussiskt territorium i september 1758. Den svenske överbefälhavaren Gustaf David Hamilton insåg dock snart att han inte kunde skydda försörjningslinjerna med till Pommern och drog sig tillbaka efter ett kort fälttåg. Den 17 november tvingades en svensk kavalleristyrka under Philip von Platen att retirera från byn Güstow i västra Pommern. Hamilton gav order till generalmajor von Lingen att omgående återerövra byn. 

## Slaget
Den 18 november gick svenskarna till anfall med Dalregementet och Meijerfeldts grenadjärer i spetsen. De preussiska grenadjärerna, förskansade bakom bykyrkans murar, inledde en mördande eldgivning mot de framryckande svenska trupperna. Ett flertal anfall mot kyrkan slogs tillbaka med hårda förluster och svenskarna tvingades till slut att dra sig tillbaka från byn. Under reträtten gick de preussiska husarerna till anfall och tvingade det svenska kavalleriet till reträtt. Först efter att ha mötts av koncentrerad infanteri- och artillerield drog sig preussarna undan. Efter slaget drog sig svenskarna tillbaka till Prenzlau.

## Deltagande svenska regementen

### Infanteri
- Dalregementet
- Östgöta infanteriregemente
- Älvsborgs regemente
- Jönköpings regemente
- Skaraborgs regemente
- Hälsinge regemente
- Västmanlands regemente
- Kalmar regemente

### Kavalleri
- Livregementet till häst
- Norra skånska kavalleriregementet
- Södra skånska kavalleriregementet
- Svenska husarregementet

### Artilleri
- Artilleriregementet

## Deltagande preussiska regementen

### Infanteri
- Grenadjärbataljon Puttkammer/Manstein

### Kavalleri
- Rueschs husarregemente
- Langermanns dragonregemente